# Olavus Johannis (kyrkoherde)
Olavus Johannis, död 26 oktober 1477 i Vadstena, han var en svensk kyrkoherde i och Bringetofta församling och Vadstena församling. Han var även munk vid Vadstena kloster.

## Biografi
Olavus Johannis var kyrkopräst i Bringetofta församling och blev senare kyrkoherde i Vadstena församling, Vadstena pastorat. Han invigdes 1 december 1448 till munk (ad officium prædicationis) vid Vadstena kloster. Johannis blev 25 januari 1460 sakristia (tog han om kyrkans skrudar i munkarnas kor) vid klostret. Den 17 december 1465 blev han generalkonfessor vid klostret. Johannis avsade sig ämbetet 9 juli 1468 i båda konventens närvaro. Han avled 26 oktober 1477 i Vadstena.